# Llista de compositors suïssos
Llista de compositors suïssos parcial.
- A
- B
- C
- D
- E
- F
- G
- H
- I
- J
- K
- L
- M
- N
- O
- P
- Q
- R
- S
- T
- U
- V
- W
- X
- Y
- Z

## A
- Johannes Aal (c. 1500–1551)
- Walther Aeschbacher (1901–1969)
- Volkmar Andreae (1879–1962)

## B
- Jean Balissat (1936–2007)
- Alfred Baum (1904–1993)
- Conrad Beck (1901–1989)
- Mario Beretta (nascut 1942)
- Artur Beul (1915–2010)
- Emile-Robert Blanchet (1877–1943)
- Ernest Bloch (1880–1959)
- Adele Bloesch-Stöcker (1875–1978)
- Guy Bovet (nascut 1942)
- Charles Samuel Bovy-Lysberg (1821–1873)
- Thüring Bräm (nascut 1944)
- Fritz Brun (1878–1958)
- Adolf Brunner (1901–1992)
- Paul Burkhard (1911–1977)
- Willy Burkhard (1900–1955)

## C
- Caroline Charrière (1960–2018)

## D
- Jean Daetwyler (1907–1994)
- Roland Dahinden (nascut 1962)
- Jean-Luc Darbellay (nascut 1946)
- Caspar Diethelm (1926–1996)

## E
- Will Eisenmann (1906–1992)

## F
- Emil Frey (1889–1946)
- Carl Friedemann (1born862–1952)
- Huldreich Georg Früh (1903–1945)
- Beat Furrer (nascut 1954)

## G
- Henri Gagnebin (1886–1977)
- Rudolph Ganz (1877–1972)
- Éric Gaudibert (1936–2012)
- Robert Gerhard (1896–1970)
- Johann Melchior Gletle (1626–1683)
- Hermann Goetz (1840–1876)

## H
- Hermann Haller (1914–2002)
- Hans Haug (1900–1967)
- David Philip Hefti (nascut 1975)
- Friedrich Hegar (1841–1927)
- Robert Hermann (1869–1912)
- Daniel Hess (nascut 1965)
- Ernst Hess (1912–1968)
- Willy Hess (1906–1997)
- Heinz Holliger (nascut 1939)
- Arthur Honegger (1892–1955)
- Hans Huber (1852–1921)
- Klaus Huber (1924–2017)

## I
- Regina Irman (nascut 1957)

## J
- Emile Jaques-Dalcroze (1865–1950)
- Michael Jarrell (nascut 1958)
- Hans Jelmoli (1877–1936)
- Paul Juon (1872–1940)

## K
- Nico Kaufmann (1916–1996)
- Max E. Keller (nascut 1947)
- Rudolf Kelterborn (nascut 1931)
- Lothar Kempter (1844–1918)
- Rafael Kubelík (1914–1996)
- Ernst Kunz (1891–1980)

## L
- Toni Leutwiler (1923–2009)
- Ernst Levy (1895–1981)
- Don Li (nascut 1971)
- Rolf Liebermann (1910–1999)

## M
- Frank Martin (1890–1974)
- Peter Mieg (1906–1990)
- Norbert Moret (1921–1998)
- Rudolf Moser (1892–1960)
- Fabian Müller (nascut 1964)

## N
- Hans Georg Nägeli (1773–1836)

## R
- Joachim Raff (1822–1882), Compositor Romàntic, conegut per les seves onze simfonies, en particular n° 3 (Im Walde), 4 i 5 (Lenore)
- Katharina Rosenberger (nascut 1971)
- Sandrine Rudaz
- Carl Rütti (nascut 1949)

## S
- Andrea Lorenzo Scartazzini (nascut 1971)
- Armin Schibler (1920–1986)
- Martin Schlumpf (nascut 1947)
- Erich Schmid (1907–2000)
- Daniel Schnyder (nascut 1961))
- Othmar Schoeck (1886–1957)
- Marianne Schroeder (nascut 1949)
- Walter Schulthess (1894–1971)
- Meinrad Schütter (1910–2006)
- Heinrich Schweizer (nascut 1943)
- Ludwig Senfl (1486–1543)
- Fridolin Sicher (1490–1546)
- Marcel Sulzberger (1876–1941)
- Hermann Suter (1870–1926)
- Heinrich Sutermeister (1910–1995)
- Iris Szeghy (nascut 1956)

## V
- Sándor Veress (1907–1992)
- Wladimir Rudolfowitsch Vogel (1896–1984)

## W
- René Wohlhauser (nascut 1954)

## Y
- Jing YANG (nascut 1963)

## Z
- Jakob Zeugheer (1803–1865)
- Alberik Zwyssig (1808–1854)
- Adrian von Ziegler (nascut 1989)